# Roger Lukaku
Roger Menama Lukaku (Léopoldville, 6 de junho de 1967) é um ex-futebolista congolês que fez sucesso no futebol belga durante a década de 1990.

## Carreira
Tendo atuado por Rupel Boom, RFC Sérésien, Germinal Ekeren e KV Mechelen e Oostende, jogou também no Vita Club (equipe de seu país), Africa Sports (Costa do Marfim) e Gençlerbirliği (Turquia). Encerrou sua carreira nas divisões amadoras do Campeonato Belga, atuando por Géants Athois, KFC Wintam e KGR Katelijne, até 2007.

## Carreira internacional
Pela Seleção do Zaire, participou também das edições de 1994 e 1996 da Copa Africana de Nações. O atacante disputou 41 jogos e fez 20 gols durante sua carreira internacional.

## Vida pessoal
É pai dos também jogadores Romelu Lukaku e Jordan Lukaku, além de ser tio do lateral-esquerdo Boli Bolingoli-Mbombo. As iniciais Ro (Romelu), Jo (Jordan) e Lu (Lukaku) também formam o nome da Association Sportive Rojolu, equipe das divisões de acesso do Campeonato Nacional de Futebol da República Democrática do Congo que tem o ex-atacante como um dos idealizadores.
Em 2011, chegou a ser preso por violência doméstica e foi condenado a quase 1 ano e meio de prisão, que foi revertida para 120 horas de trabalhos comunitários.

## Títulos
Africa Sports
- Campeonato Marfinense: 1987, 1988, 1989
- Copa da Costa do Marfim: 1989
- Copa Houphouët-Boigny: 1987, 1988, 1989